# Dream Demon
Dream Demon és una pel·lícula de terror britànica del 1988 coescrita i dirigida per Harley Cokeliss i protagonitzada per Jemma Redgrave en el seu paper debut al costat de Kathleen Wilhoite, Jimmy Nail, Susan Fleetwood i Timothy Spall.

## Argument
Diana Markham, una mestra d'escola de classe alta a Londres, es prepara per casar-se amb el seu promès, el ric Oliver. Diana està plagada de malsons d'Oliver en papers violents, inclosos els en què la viola. En traslladar-se a la seva nova llar, també té visions ardents d'una jove rossa adornada amb ales d'àngel. La Diana té especial por del soterrani de la casa. La seva terapeuta, Deborah, li assegura que els somnis són el resultat de l'estrès pel que fa al casament pendent, especialment l'assetjament que la Diana rep per part de la premsa que intenta cobrir el casament.
Mentre és agredida fora de casa seva pel fotògraf Peck i el periodista d'investigació Paul, Diana és ajudada per Jenny, una turista de Los Angeles que els agredeix. La Diana convida a la Jenny a prendre una copa, i Jenny aviat confessa que la visita amb l'esperança de descobrir els orígens familiars: va ser adoptada de petita però no recorda els seus pares biològics, que van viure una vegada al domicili de Diana. A Diana li agrada Jenny, i les dones accepten reunir-se l'endemà. Més tard aquella nit, Diana té un malson al·lucinògen en què Peck entra a casa seva i l'ataca.
Al matí, arriba la Jenny i la Diana explica el seu malson. Poc després, les dones van trobar en Paul al soterrani de la casa. Amenaça la Diana i diu que en Peck ha desaparegut. Després de l'incident, Jenny accepta quedar-se amb Diana per consolar-la. Diana confia les seves angoixes pel seu matrimoni i admet a Jenny que és verge. Un temps després, Jenny experimenta una al·lucinació en la qual és atacada per un Peck deforme, i és testimoni d'una jove rossa que és maltractada verbalment pel seu pare. Ella fuig i aconsegueix despertar Diana, que s'ha adormit al sofà, després de la qual cosa cessen els aparents fets sobrenaturals. L'endemà al matí, les dones es van reunir amb Deborah, qui va proposar la idea que Jenny es projecti astralment. Les dones s'adonen que els somnis de Diana tenen el poder d'impactar la vida desperta.
En tornar a la llar, ambdues dones es veuen afectades per visions compartides i al·lucinacions aterridores ancorades al soterrani. Aterroritzada, Jenny torna al seu hotel, insistint que la casa és embruixada, i reserva un vol de tornada a Califòrnia. Diana s'adorm a l'habitació d'hotel de Jenny. Mentrestant, Paul arriba a l'hotel, després d'haver estat seguint les dones, i s'enfronta a Jenny amb la informació que ha descobert sobre Oliver: està en ruïna financera i es casa amb Diana per seguretat econòmica. En adonar-se que Diana torna a somiar, la Jenny intenta despertar-la, però Diana s'endinsa en un altre malson en què és turmentada per versions deformes de Paul i Peck.
Diana es desperta a l'habitació de l'hotel de Jenny, però és escèptica sobre si està experimentant una realitat desperta o un altre somni. Les dones es separen i Diana experimenta visions més inquietants de la jove rossa, així com de Peck i Paul. Diana es desperta de nou al seu dormitori desordenat i s'enfronta a l'Oliver i la Deborah, que la droguen per tornar-se a dormir. Més tard, Diana és hospitalitzada i col·locada amb un monitor d'ones cerebrals. Mentre es projecta astralment, Diana mira com la Deborah mira imatges antigues de la jove rossa en una sessió de teràpia hospitalària; de fet, la noia és Jenny durant la seva infància, poc abans de ser enviada a viure als Estats Units. En el pla astral, Diana torna a casa seva i salva la Jenny, que ha quedat atrapada en un buit. Ambdues es tornen a separar, i Jenny reviu el seu trauma infantil reprimit: el seu pare vidu, un artista violent i abusiu, la va lligar a una escultura del seu estudi d'art del soterrani per utilitzar-la com a model. Mentre esmolava una eina d'escultura, va encendre un foc amb una llauna de trementina en la qual es va cremar viu. Una Jenny adulta, lligada a l'escultura, és salvada per Diana. Les dones s'abracen abans de fugir juntes de casa.
Més tard, la Diana i la Jenny visiten la làpida del pare de la Jenny, que presenta un model d'ella amb ales d'àngel. De tornada a la casa buida, que ara la Diana ha posat a la venda, el periodista i el fotògraf finalment tornen.

## Repartiment
- Jemma Redgrave com a Diana Markham
- Kathleen Wilhoite com a Jenny Hoffman
- Annabelle Lanyon com a jove Diana/Jenny
- Timothy Spall com a Peck
- Jimmy Nail com a Paul
- Mark Greenstreet com a Oliver
- Susan Fleetwood com a Deborah
- Nickolas Grace com el pare de Jenny

## Producció
Cokeliss es va inspirar en pel·lícules Billy Wilder i surrealistes quan va dissenyar les seqüències de somnis de la pel·lícula. La pel·lícula es va rodar amb un pressupost de 2 milions de lliures.

## Llançament
La pel·lícula es va estrenar a les sales de cinema a Anglaterra el 14 d'octubre de 1988.

### Resposta crítica
The Guardian va criticar la pel·lícula per no "seguir la seva pròpia lògica", però va admetre que la pel·lícula "sovint està feta de manera intel·ligent i els efectes especials són excel·lents. La llàstima és que podria haver estat  molt millor si s'hagués enganxat al que es tracta realment, que és que la gent es persegueixi a si mateixa." The Sydney Morning Herald va escriure: "Els efectes especials no et faran caure els mitjons. però l'acumulació de suspens i alguns  xocs sobtats estan garantits per cridar l'atenció."